# Nakamura Sunszuke
Nakamura Sunszuke (中村 俊輔; Hepburn: Shunsuke Nakamura; Jokohama, 1978. június 24. –) japán labdarúgó, a Yokohama FC középpályása.
Ő a valaha volt egyik legjobb ázsiai játékos. 2006. szeptember 13-án a Manchester United ellen lőtt góllal ő lett az első japán gólszerző a Bajnokok Ligájában.
A japán válogatottal megnyerte a 2000-es és a 2004-es Ázsia-kupát. Utóbbi tornán őt választották a legjobb játékosnak.
Korábban a Jokohama Marinos és a Reggina játékosa volt, 2005. július 25. óta a Celtic futballistája. A skót csapattal háromszor (2006-ban, 2007-ben és 2008-ban) megnyerte a skót bajnokságot. 2009-ben 2 évre az Espanyolhoz igazolt.

## Pályafutása klubcsapatokban

### Jokohama Marinos (1997–2002)
Nakamura 1997-ben, 19 évesen került a J-League-ben szereplő Jokohama Marinoshoz, mely később fuzionált a Jokohama Flugels nevű csapattal és Jokohama F. Marinosként folytatta. A Gamba Osaka ellen mutatkozott be a bajnokságban, s első szezonját 27 meccsel és 5 lőtt góllal zárta. Legjobb szezonja a 2000-es volt, amikor szintén öt gólt rúgott, s adott tizenegy gólpasszt is. Őt választották az idény legjobb játékosának. 2002-ben az olasz Regginához szerződött.

### Reggina (2002–2005)
Nakamura csalódottan (mert nem fért be a japán válogatott 2002-es vb-keretébe) igazolt a Serie A-ba frissen feljutott Regginához. Nagyon várták Olaszországban, mindjárt megkapta a 10-es mezt, s jól is kezdte a szezont. Ám később gyakori sérülések gyötörték, 2005-ben úgy döntött, továbbáll, s elfogadta a Celtic ajánlatát.

### Celtic (2005–)
Noha állítólag hívta a Deportivo La Coruna, az Atlético Madrid, a Borussia Dortmund és a Borussia Mönchengladbach is, Nakamura 2005 nyarán a Scottish Premier League-ben szereplő Celticbe igazolt. Bemutatkozó mérkőzésén, 2005. augusztus hatodikán, a Dundee United ellen mindjárt ő lett a meccs legjobbja, és kreativitásával, technikai tudásával amúgy is egyből Gordon Strachan menedzser és a Celtic-szurkolók kedvence lett.
Egyébként mind a három, Skóciában töltött szezonjában (2006-ban, 2007-ben és 2008-ban) megnyerte a skót bajnokságot. Sőt, 2006-ban a skót ligakupát, 2007-ben a skót kupát is megnyerte. Legjobb szezonja a 2006-07-es volt, amikor a kupa és a bajnokság megnyerése után a skót futballszakírók és a játékosok is a szezon legjobbjának választották, továbbá a Celtic játékosainak és szurkolóinak szavazásán is ő lett az idény legjobb Celtic-futballistája.

## Pályafutása a válogatottban

### Az utánpótlás válogatottakban
Nakamura utánpótlás válogatottakbeli karrierje 1996-ban kezdődött, amikor meghívták a japán U19-es válogatottba. Egy évvel később a japán U20-as válogatott tagjaként az U20-as labdarúgó-világbajnokság negyeddöntőjéig jutott. A 2000-es, Sydneyben, Ausztráliában rendezett Olimpián a japán U23-as válogatottal bejutott a legjobb nyolc közé. Olyan csapattársai voltak, mint Takahara Naohiro, Sinji Ono vagy Inamoto Junicsi.

### A felnőtt válogatottban
A felnőtt válogatottban 2000. február tizenharmadikán mutatkozott be Szingapúr ellen, s mindjárt a következő mérkőzésen, február tizenhatodikán belőtte első gólját, Brunei-jel szemben. Az akkori szövetségi kapitány, a védekező szellemű Philippe Troussier azonban (hiába nyerte meg Nakamura a csapattal a 2000-es Ázsia-kupát), nem tette be őt a 2002-es világbajnokságra "utazó" (a vb Japánban volt meg Dél-Koreában) keretbe.
Majd Zico lett a japán válogatott szövetségi kapitánya, s az ő támadó stílusú csapatában Nakamura alapember lett középső középpályásként. 2000-ben meg is nyerték az Ázsia-kupát, Kínát verve a döntőben 3:1-re. A torna legértékesebb futballistájának Nakamurát választották. A 2006-os vb-n is ott volt, a japán válogatott nyitómeccsén ő lőtte a gólt Ausztrália ellen a 3-1-re elvesztett mérkőzésen. Majd Nakamuráék 0-0-t játszottak a horvátokkal és 4-1-re kikaptak a braziloktól. Így - noha Nakamura mindhárom meccset végigjátszotta - Japán a csoport negyedik, utolsó helyén végzett egy ponttal, és kiesett.

## Érdekességek
- Bár jobb kézzel ír, bal lábbal rúgja a labdát. Egyébként a Celticben a középpálya jobb oldalán játszik (korábban futballozott már középen és a bal szélen is).
- Ezt a gólját (a videón a második gól), amit 2006. december huszonhatodikán szerzett a Dundee United ellen, később a szezon legszebb góljának választották.
- Ő az első japán játékos, aki gólt szerzett a Celtic és a Rangers skóciai örökrangadóján, az Old Firm-ön. 2008. április tizennyolcadikán lőtte az ominózus találatot.

## Külső hivatkozások
- További adatok angolul, valamint képek Nakamuráról